# Park Jung-ah
Park Jung-ah (hangeul: 박정아; aussi écrit Park Jeong-ah; née le 24 février 1981) est une icône sud-coréenne du divertissement,.

## Carrière
Park a été diplômée de la Dongduk Women's University avec une licence en musicologie appliquée et sait jouer du piano.
Elle a tout d'abord débuté en tant que membre du girl group Jewelry en 2001 et en est devenue la leader. Park est devenue la membre la plus populaire du groupe et a été considérée comme la grande sœur des autres membres. En 2003, elle débute en tant qu'actrice et est depuis apparue dans beaucoup de films et de dramas.
Vu que Jewelry est parti en pause, Park a saisi l'occasion de débuter en tant que chanteuse solo. Son premier album solo Yeah est sorti en automne 2006, montrant un côté plus avant-gardiste que le single "Superstar" de Jewelry avait laissé entendre. La chanson titre produite et co-écrite par les Américains Ian (iRok) Scott et Mark (MJ) Jackson alias MJ&iRoK a été son premier single, et a permis à Park de devenir plus une chanteuse rock. L'album contenait aussi une production d'Eddie Galan de Mach 1 Music. Pour se détacher de l'image pop manufacturée qu'elle avait développée avec Jewelry, elle a chanté cette chanson à chaque concert live et a par conséquent donné un grand succès à la chanson dans les classements.
De novembre 2006 à 2009, elle a présenté sa propre émission de radio, On a Starry Night.
En 2013, Jung-ah quitte Star Empire et commence un nouveau contrat avec WM Company. Leur nouveau partenariat a été annoncé le 10 mai 2013,.
En juin 2014, Park sort Because of You qui fait partie de l'OST du drama sud-coréen Doctor Stranger.
Le 15 décembre 2015, Jellyfish Entertainment sort son album single Jelly Christmas 2015 – 4랑  avec la chanson "Love In The Air" (hangeul: 사랑난로). Les artistes participants étaient Park Jung-ah, Seo In-guk, VIXX, et l'ex-candidate à K-pop Star 4 Park Yoon-ha,. Le single s'est classé 14e dans le Gaon Digital Chart.

## Vie privée
Il a été révélé en août 2009 que Park était dans une relation amoureuse avec Gil Seong-joon de Leessang. Leur relation a été gardée secrète afin d'éviter d'attirer l'attention des médias. En février 2011, après deux ans ensemble, leur relation a pris fin à cause de leurs emplois du temps trop chargés.
Park a été diagnostiquée avec un cancer de la thyroïde et a subi une chirurgie pour retirer la tumeur cancéreuse en mai 2013.
Le 15 mai 2016, Park a épousé le golfeur professionnel Jeon Sang Woo.

## Filmographie

### Films
| Année | Titre          | Rôle           |
| ----- | -------------- | -------------- |
| 2003  | Madeleine      | Hong Seong-hye |
| 2005  | The Big Scene  | Han Moo-sook   |
| 2008  | Frivolous Wife | Cheon Yeon-soo |

### Dramas télévisés
| Année   | Titre                                        | Rôle                            |
| ------- | -------------------------------------------- | ------------------------------- |
| 2004    | When a Man Loves                             | In-hye                          |
| 2010    | Smile Again                                  | Yoon Sae-wa                     |
| 2010    | Prosecutor Princess                          | Jenny Ahn                       |
| 2011    | Drama Special "The Woman from the Olle Road" | Kim Young-joo                   |
| 2011    | My One and Only                              | Cha Do-hee                      |
| 2012    | My Daughter Seo-young                        | Kang Mi-kyung                   |
| 2013–14 | My Love from the Star                        | No Seo-young (caméo, épisode 4) |
| 2014    | Noblewoman                                   | Lee Mi-na                       |
| 2015    | Oh My Ghostess                               | Lee So-hyung                    |

## Discographie

### Albums studio
- Yeah (sorti le 25 août 2006)

### En tant qu'artiste collaborative
| Année | Titre                         | Meilleure position | Autres artiste(s)              | Album                      |
| Année | Titre                         | COR Gaon           | Autres artiste(s)              | Album                      |
| ----- | ----------------------------- | ------------------ | ------------------------------ | -------------------------- |
| 2015  | " 사랑난로 (Love In The Air)" | 14                 | Seo In-guk, Park Yoon-ha, VIXX | Jelly Christmas 2015 – 4랑 |

## Présentation

### Émissions télévisées
| Année   | Chaîne    | Programme                |
| ------- | --------- | ------------------------ |
| 2002    | MTV Korea | Live Wow!                |
| 2003    | KBS 2TV   | Music Bank               |
| 2003    | MBC TV    | Time Machine             |
| 2003    | SBS TV    | TV Entertainment Tonight |
| 2009–10 | MBC TV    | Show Your Mind           |

### Émissions de radio
| Année       | Antenne | Programme          |
| ----------- | ------- | ------------------ |
| 2003        | KBS FM  | I Like Radio       |
| 2006–2008   | MBC FM  | On a Starry Night  |
| Depuis 2015 | MBC FM  | Moonlight Paradise |

## Récompenses et nominations
| Année | Cérémonie              | Catégorie                 | Travail nommé         | Résultat   | Réf.   |
| ----- | ---------------------- | ------------------------- | --------------------- | ---------- | ------ |
| 2003  | 20e Model Line         | Korea Best Dresser        |                       | Lauréat    |        |
| 2003  | Korea Music Award      | This Year's Singer        |                       | Lauréat    |        |
| 2004  | SBS Drama Awards       |                           | When Man Love         | Lauréat    |        |
| 2005  | KBS K-Pop Awards       | This Year's Singer        |                       | Lauréat    |        |
| 2006  | Mnet KM Music Festival | Best Female Artist        | "Yeah"                | Nomination | [ 15 ] |
| 2007  | MBC Drama Awards       | Excellence Award in Radio | On a Starry Night     | Lauréat    |        |
| 2011  | KBS Drama Awards       | Best Supporting Actress   | Smile Again           | Lauréat    | [ 16 ] |
| 2012  | KBS Drama Awards       | Best Supporting Actress   | Seoyoung, My Daughter | Nomination |        |